# Alaksandrauka (rejon homelski)
Alaksandrauka (biał. Аляксандраўка; ros. Александровка, Aleksandrowka) – osiedle na Białorusi, w obwodzie homelskim, w rejonie homelskim, w sielsowiecie Uryckaje.